# Conor Daly

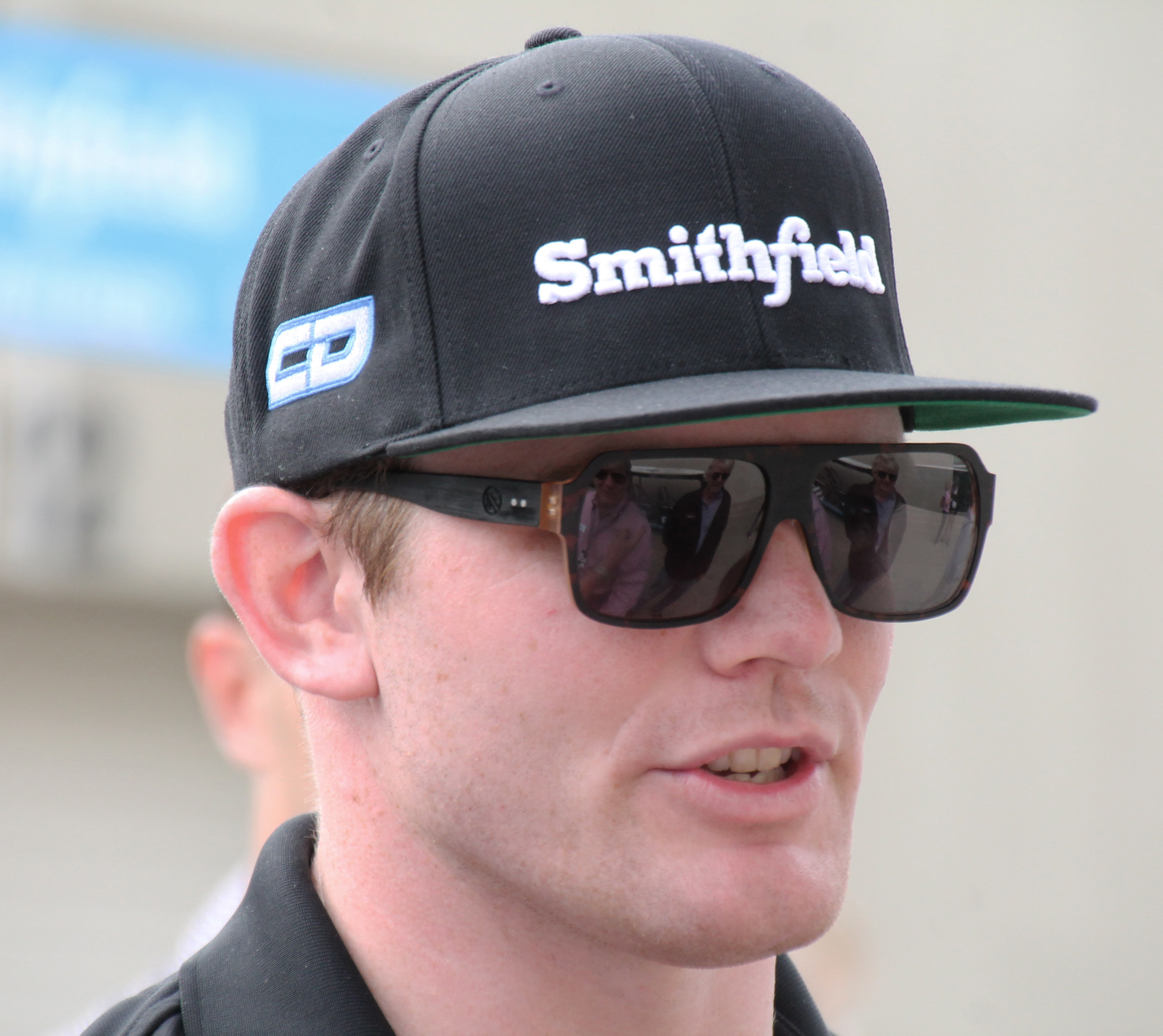
Conor Daly, 2015 Indianapolis 500

Conor Daly (Noblesville, Indiana, 15 december 1991) is een Amerikaans autocoureur. Hij is de zoon van de voormalige Ierse Formule 1- en Champ Car-coureur Derek Daly.

## Racecarrière
Op 10-jarige leeftijd begon Daly in het karten en in 2006 won hij de World Karting Association Grand Nationals. Hij stapte in 2007 over naar fulltime autoracen en in 2008 werd hij kampioen in het Skip Barber National Championship met 5 overwinningen in 14 races. In dat jaar reed hij ook in de Formule Ford. In 2009 nam hij deel aan het Star Mazda Championship voor het team Andersen Racing en behaalde de derde positie in het kampioenschap met een overwinning op New Jersey Motorsports Park. In 2010 rijdt hij opnieuw in dit kampioenschap, nu voor het team Juncos Racing. Hij werd kampioen nadat hij in alle races in de top vier eindigde om een race voor het einde op 28 augustus op Mosport Park de titel binnen te halen. Hij behaalde ook 9 pole positions en 7 overwinningen in dat seizoen.
Op 10 oktober 2010 finishte Daly als tweede in het RoboPong 200 all-star kartevenement op New Castle Motorsports Park met als teamgenoot Graham Rahal. Enkel het team bestaande uit Jay Howard en Bill McLaughlin jr. finishte voor hen.
In 2011 reed Daly in enkele races van de Indy Lights voor het team Sam Schmidt Motorsports. Mede dankzij de overwinning op het Stratencircuit Long Beach en een pole position op het Stratencircuit Baltimore eindigde hij hier als dertiende in het kampioenschap.
Op 17 februari 2011 werd bekend dat Daly deel mag nemen aan de GP3 Series in 2011 voor het team Carlin. Met als beste resultaat een vijfde plaats in de eerste race op Spa-Francorchamps eindigde hij als zeventiende in het kampioenschap met 10 punten.
In 2012 reed Daly een tweede seizoen in de GP3, maar nu voor het team Lotus GP. In het eerste raceweekend in Barcelona behaalde hij zijn eerste GP3-overwinning. Met nog vier andere podiumplaatsen eindigde hij als zesde in het kampioenschap met 106 punten.
In mei 2012 voerde Daly een rechtelijntest uit voor het Formule 1-team Force India.
Op 21 maart 2013 werd bekend dat Daly in 2013 in de GP2 Series gaat rijden voor het nieuwe team Hilmer Motorsport. Hij behaalde meteen twee punten met een zevende plaats in de tweede race. Na één raceweekend werd duidelijk dat deze samenwerking eenmalig was en Daly werd vervangen door Robin Frijns. Vervolgens werd bekend dat hij in 2013 opnieuw voor ART Grand Prix rijdt in de GP3. Met één overwinning op het Circuit Ricardo Tormo Valencia eindigde hij als derde in het kampioenschap met 126 punten achter Daniil Kvjat en Facu Regalia. Tevens reed hij voor A.J. Foyt Enterprises in de Indianapolis 500, waar hij als 22e eindigde, en voor Team Moore Racing in het raceweekend op het Houston Street Circuit in de Indy Lights waar hij derde werd achter Sage Karam en Gabriel Chaves.
In 2014 rijdt Daly voor het team Venezuela GP Lazarus opnieuw in de GP2 Series.

## Race-resultaten

### Carrièreoverzicht
| Seizoen | Serie          | Team                    | Races | Wins | Poles | Snelste rondes | Podiums | Pts. | Pos. |
| ------- | -------------- | ----------------------- | ----- | ---- | ----- | -------------- | ------- | ---- | ---- |
| 2011    | Indy Lights    | Sam Schmidt Motorsports | 5     | 1    | 1     | 2              | 2       | 145  | 13   |
| 2011    | GP3 Series     | Carlin Motorsport       | 16    | 0    | 0     | 0              | 0       | 10   | 17   |
| 2012    | GP3 Series     | Lotus GP                | 16    | 1    | 0     | 0              | 5       | 106  | 6    |
| 2013    | GP2 Series     | Hilmer Motorsport       | 2     | 0    | 0     | 0              | 0       | 2    | 26   |
| 2013    | GP3 Series     | ART Grand Prix          | 16    | 1    | 1     | 1              | 6       | 126  | 3    |
| 2013    | IndyCar Series | A.J. Foyt Enterprises   | 1     | 0    | 0     | 0              | 0       | 11   | 34   |
| 2013    | Indy Lights    | Team Moore Racing       | 1     | 0    | 0     | 0              | 1       | 35   | 13   |
| 2014    | GP2 Series     | Venezuela GP Lazarus    | 0     | 0    | 0     | 0              | 0       | 0*   | N/A* |

* Seizoen is nog bezig.

### American open–wheel race-resultaten

#### Indy Lights
(Races in vet geven poleposities aan) (Races in cursief geven de snelste rondes aan)
| Jaar | Team                    | 1     | 2      | 3     | 4    | 5   | 6   | 7   | 8    | 9    | 10     | 11  | 12     | 13  | 14  | Pos | Punten |
| ---- | ----------------------- | ----- | ------ | ----- | ---- | --- | --- | --- | ---- | ---- | ------ | --- | ------ | --- | --- | --- | ------ |
| 2011 | Sam Schmidt Motorsports | STP 2 | ALA 11 | LBH 1 | INDY | MIL | IOW | TOR | EDM1 | EDM2 | TRO 13 | NHM | BAL 14 | KTY | LVS | 13  | 145    |

### GP3 Series-resultaten
(Races in vet geven pole posities aan) (Races in cursief geven de snelste rondes aan)
| Jaar | Inschrijving      | 1          | 2          | 3          | 4           | 5          | 6           | 7          | 8         | 9         | 10        | 11         | 12         | 13        | 14        | 15        | 16          | Pos | Punten |
| ---- | ----------------- | ---------- | ---------- | ---------- | ----------- | ---------- | ----------- | ---------- | --------- | --------- | --------- | ---------- | ---------- | --------- | --------- | --------- | ----------- | --- | ------ |
| 2011 | Carlin Motorsport | TUR FEA 21 | TUR SPR 25 | ESP FEA 21 | ESP SPR 22  | VAL FEA 12 | VAL SPR 7   | GBR FEA 13 | GBR SPR 7 | GER FEA 6 | GER SPR 8 | HUN FEA 13 | HUN SPR 11 | BEL FEA 5 | BEL SPR 7 | ITA FEA 6 | ITA SPR Ret | 17  | 10     |
| 2012 | Lotus GP          | ESP FEA 6  | ESP SPR 1  | MON FEA 23 | MON SPR Ret | VAL FEA 11 | VAL SPR Ret | GBR FEA 5  | GBR SPR 2 | GER FEA 2 | GER SPR 3 | HUN FEA 6  | HUN SPR 9  | BEL FEA 7 | BEL SPR 3 | ITA FEA 4 | ITA SPR 11  | 6   | 106    |